# Jose de Jesus (Manager)
Jose de Jesus ist ein philippinischer Wirtschaftsmanager und Politiker.

## Biografie
Nach dem Schulbesuch studierte er zunächst Wirtschaftswissenschaften an der Ateneo de Manila University und erwarb dort 1956 einen Bachelor of Arts (A.B. Economics). Ein späteres postgraduales Studium der Sozialpsychologie an der Ateneo de Manila University beendete er 1966 mit einem Master of Arts (M.A. Social Psychology). 1968 schloss er ein weiteres Postgraduiertenstudium im Fach Menschliche Entwicklung (Human Development) an der University of Chicago ab.
Während der Amtszeit von Präsidentin Corazon Aquino und dem ersten Amtsjahr von Präsident Fidel Ramos war er zwischen 1990 und 1993 Minister für öffentliche Arbeiten und Autobahnen (Secretary of Public Works and Highways). Für seine Verdienste verlieh ihm Präsidentin Aquino 1992 den Rang eines Kommandeurs der Philippischen Ehrenlegion.
Später wurde er Wirtschaftsmanager und war unter anderem Präsident des gebührenpflichtigen Autobahnsystems von Metro Manila (Manila North Tollways Corp.). Für diese Funktion wurde ihm 2005 der CEO (Communication Excellence in Organization) Ecxel Award verliehen. Im Januar 2009 wurde er Präsident und Chief Operating Officer des Elektrizitätsunternehmens Manila Electric Co. (MERALCO). Daneben war er auch Mitglied des Treuhandgremiums (Board of Trustees) der Stiftung Bantayog ng mga Bayani Foundation und der Benigno S. Aquino Foundation.
Nach der Wahl 2010 wurde Ping de Jesus am 30. Juni 2010 von Präsident Benigno Aquino III. als Minister für Verkehr und Kommunikation (Secretary of Transport & Communications) in dessen Kabinett berufen. Zuvor war angenommen worden, dass er wiederum Minister für öffentliche Arbeiten und Autobahnen würde.
Am 30. Juni 2011 trat er vom Amt des Wirtschaftsministers zurück.